# Composto fitochimico
I composti fitochimici sono sostanze che si trovano naturalmente nelle piante (dal greco antico phyto, "pianta"). Alcuni sono responsabili per il colore (odore, olfatto, udito e tatto),e altre proprietà organolettiche, come il viola scuro dei mirtilli e l'odore dell'aglio. Il termine viene generalmente usato per riferirsi a quelle sostanze chimiche che possono avere significato biologico, ad esempio carotenoidi o flavonoidi, ma non sono stabiliti come nutrienti essenziali. Ci possono essere fino a 4.000 diversi composti fitochimici che possono incidere su malattie come il cancro, l'ictus o la sindrome metabolica.

## Industria alimentare e composti fitochimici
I composti fitochimici presenti in alimenti vegetali appena raccolti, possono essere degradati con tecniche di lavorazione, tra cui la cottura. Per questo motivo, gli alimenti trasformati industrialmente probabilmente contengono meno composti fitochimici rispetto agli alimenti freschi o congelati, e quindi non contribuirebbero a una dieta alimentare che possa ridurre il rischio di malattie prevenibili. La causa principale per la perdita dei composti fitochimici a causa della cucina è la decomposizione termica.
È in corso una discussione nel caso dei carotenoidi, come il licopene presente nei pomodori, che può rimanere stabile o aumentare nel contenuto con la cottura dovuto alla sua liberazione dalle membrane cellulari nel cibo cotto. Anche le tecniche di lavorazione alimentare, come la lavorazione meccanica possono liberare i carotenoidi e altri composti fitochimici dalla matrice alimentare, aumentando così l'assunzione per via alimentare.